# Estetický formalismus
Estetický formalismus je pojem z oblasti umění.

## Popis
Ústředním pojmem formalismu je forma, která značí způsob uspořádání struktury díla, je vnější stránkou uměleckého díla.
Estetický formalismus zastává názor, že rozhodující úlohu ve skladbě uměleckého díla a ve vývoji umění hraje forma. Jinak řečeno, formalismus upřednostňuje formu díla před obsahem díla. Formalismus vychází z nauk o formě, které byly vytvářeny prakticky od začátku vývoje estetiky. Tyto nauky o formě najdeme například u pythagorejců, u Platóna, Aristotela, sv. Augustina, Hutchesona, Denise Diderota a mnoha dalších. Za zakladatele estetického formalismu jsou považováni Kant a Herbart.
Herbart vyvozuje estetickou účinnost formy ze vztahu mezi symetrií, harmonií a rytmem, tyto prvky považoval za zdroj estetické libosti. Podle Kanta je krása určitá forma mající účel, jejíž význam spočívá ve vyvolávání nezaujaté libosti. Umění chápe jako svobodnou hru představ. Ve svém díle Kritika soudnosti definuje krásno jako předmět posouzení, mající obecnou platnost.

### Eduard Hanslick
Jedním z nejznámějších představitelů estetického formalismu 19. století byl Eduard Hanslick. Hanslick se narodil roku 1825 v Praze a zemřel roku 1904 ve městě Baden. Již za svého života se stal velmi známým kritikem, vědcem a estetikem.
Ve svých estetických pracích se věnoval především hudební estetice. Jako hudebnímu kritikovi mu šlo především o hotová umělecká díla, o jejich krásu, formu a obsah. Nenechme se však zmást když mluvíme o tom, že mu šlo o formu a o obsah, protože Hanslick viděl mezi těmito pojmy úzké spojení. Neboť podle něj, je „ … její forma je její obsah a … její obsah je její forma“ , v tom i podle něj spočívá unikátnost hudby.
Za jeho nejznámější a nejcitovanější dílo estetiky hudby lze pokládat pojednání O hudebním krásnu. První kapitola vyslovuje názor, že krása hudby je založena na formě, neboli na vzájemném poměru po sobě jdoucích tónů. Tímto názorem se Hanslick vymezil od tehdejší estetiky, která se zabývala spíše myšlenkou, že krása hudby je založená na emocích, které vyvolává. Za tento názor také tehdejší estetiku odsuzoval, protože podle něj se nesnažila skutečně vyzkoumat, co je krásné. Hanslick chtěl, aby metody hudební estetiky pronikly k samotné podstatě věci, neboli k objektivní stránce hudebního díla, která zůstane, když od něj oddělíme nestálé city a dojmy. Dle jeho hlediska příjemné subjektivní pocity, které krása může vzbudit v příjemci, se samotného krásna netýkají, neboť je pouhou formou, mající účel pouze v sobě samém.
Podle Hanslicka tedy hudba může vyvolávat v posluchači subjektivní emoce, ale tyto emoce nejsou její vnitřní součástí, a nespočívá v nich její estetický smysl. Hanslick se domnívá, že tyto emoce, které v nás hudba vyvolává, se odvíjejí od naší individuality a od naší obecné zkušenosti.
Hanslick stejně jako Kant rozlišoval pojmy vjemu a dojmu. Dojem je srovnatelný se subjektivními pocity, ty se utváří na základě vnímaných podnětů, které působí na smysly. Hanslickovi šlo ale o vjem, což je celistvý smyslový odraz jevu, neboli shrnutí požitků v jednotnou představu věci.
Oproštění hudby od emocí neznamená, že by byla bezcharakterní. Hudba podle Hanslicka oslovuje působením hudebních faktorů, jako je kupříkladu rytmus nebo diatonické či chromatické postupy, které jsou spojeny do určitého tvaru, tak aby utvářely krásu. Tuto krásu vnímal jako duchovní entitu, nikoli jako prázdnou množinu vytvářející nějakou strukturu.

### Ruský formalismus
Za jistou odnož západoevropského formalismu, který se vyvíjel od dob Kanta a Herbarta, můžeme považovat lingvistické, literární a uměnovědné hnutí, jenž shrnujeme pod název ruská formalistická škola, nebo také pod názvem ruský formalismus. Tento směr na počátku 10. let 20. století rozvíjel a udržoval Moskevský lingvistický kroužek okolo Romana Jakobsona a Petrohradská společnost pro studium básnického jazyka, v ní pracovali například Šklovskij, Ejchenbaum a další.
Ruský formalismus vychází především z F. de Saussurovy strukturální lingvistiky. Na základě této strukturální lingvistiky se snaží o definici specifičnosti básnických děl oproti běžné řeči. Je nutné dodat, že i když ruský formalismus vychází z rozšíření strukturalistických koncepcí ve vědě a filozofii, které vznikly od počátku 20. století, tak i přesto není vývojovou fází strukturalismu. Ruský formalismus můžeme považovat spíše za vedlejší zdroj strukturalistického vývoje v jeho meziválečné fázi.
Vývoj Ruského formalismu lze přibližně rozdělit do tří úseků. Ve své první etapě úzce spolupracuje s lingvisty a literárními vědci. Zaměřuje především na poetický jazyk, na jeho zvukovou stránku, rytmus a stavbu verše. Ve druhém období více kladl důraz na dynamicko-funkční systémový charakter uměleckého díla, čímž přejal některé rysy strukturalistické estetiky. Zkoumá problematiku historických změn uměleckého díla a hledá vztahy mezi uměním a skutečností. V posledním stádiu propojují a prohlubují poznatky z prvního a druhého období.[kdy?]
Ruský formalismus neovlivnil pouze estetiku, ale měl velký vliv i na literární dějepis a vědu, folkloristiku, obecnou jazykovědu, teorii umění a sémiologii. Ruský formalismus podstatně působil i na pražský strukturalismus, zejména na Mukařovského, Trnku,[ujasnit] Čiževskije[ujasnit] a další, a také hodně ovlivňoval polskou literární vědu.[zdroj?]